# Cyphon kaszabi
Cyphon kaszabi là một loài bọ cánh cứng trong họ Scirtidae. Loài này được Klausnitzer miêu tả khoa học năm 1967.